# بی (نبراسکا)
بی(به انگلیسی: Bee) شهری در ایالت نبراسکا کشور ایالات متحده آمریکا است که جمعیت آن در سرشماری سال ۲۰۱۰ میلادی، ۱۹۱ نفر بوده‌است.